# Jecopaco
Colonia Jecopaco o sólo Jecopaco es una localidad tipo congregación del municipio de Benito Juárez ubicada en el sur del estado mexicano de Sonora. La congregación es la cuarta localidad más poblada del municipio, ya que según los datos del Censo de Población y Vivienda realizado en 2010 por el Instituto Nacional de Estadística y Geografía (INEGI), Jecopaco tiene un total de 1,196 habitantes.

## Geografía
Jecopaco se sitúa en las coordenadas geográficas 27°11'53" de latitud norte y 109°46'02" de longitud oeste del meridiano de Greenwich, a una elevación de 45 metros sobre el nivel del mar.